# Vũ Công Đạo
Vũ Công Đạo (chữ Hán: 武公道; 1629-1714) là đại thần nhà Lê trung hưng trong lịch sử Việt Nam.

## Sự nghiệp
Vũ Công Đạo người xã Mộ Trạch, huyện đường An, phủ Thượng Hồng, trấn Hải Dương, nay là thôn Mộ Trạch, xã Tân Hồng, huyện Bình Giang, Hải Dương.
Từ nhỏ Vũ Công Đạo đã nổi tiếng là thông minh, học vấn rộng rãi.
Năm 1658, Vũ Công Đạo lên đường đi thi Hương nhưng nửa đường được tin mẹ mất liền quay về quê chịu tang. Sang đầu năm sau (1659) triều đình mở khoa thi Hội nhưng vì có việc nên lại hoãn đến mùa đông.
Bấy giờ chúa Trịnh Căn xuống chỉ cho phép những người vắng mặt, đi thi thay nếu có văn chương, học giỏi thì đều tha cho cả để thu dụng nhân tài. Vì thế Vũ Công Đạo được miễn lệ (người chịu tang không được thi) và vào thi Hội. Khoa đó triều đình lấy đỗ 20 người, trong đó có Vũ Công Đạo.
Tính ông thuần hậu thật thà, cứng cỏi và đứng đắn. Làm quan trong triều, Vũ Công Đạo thường có những lời bàn đanh thép và có những bài văn can gián chúa Trịnh về việc chọi gà.
Vũ Công Đạo đi sứ Trung Quốc, khi trở về được thăng chức Đô ngự sử, Nhập thị kinh diên. Ông được người đương thời nhìn nhận là một vị ngự sử chân chính.
Ông được cử đi sứ nhà Thanh (1673), khi về được thăng chức Thượng thư Bộ Hộ, tước Thọ Lĩnh bá.
Năm 1683, Trịnh Tạc sai Vũ Duy Đoán cùng đoàn sứ bộ lên Cao Bằng để giải quyết việc biên giới với nhà Thanh. Có một viên nội thần là Hán quận công cũng được cử đi, dù chỉ là một thái giám nhưng được chúa ưu ái nên trong danh sách tên của ông ta viết trên tên Vũ Duy Đoán. Duy Đoán tỏ ý bất bình, Vũ Công Đạo lãnh trách nhiệm viết lệnh cũng đập đầu vào cột không chịu cầm bút viết lệnh sắp đặt của chúa Trịnh như vậy. Chúa Trịnh nổi giận hạ lệnh bãi chức ông và Vũ Duy Đoán.
Ít lâu sau Trịnh Căn nghĩ đến sự thẳng thắn của ông nên lại khởi dụng làm Hữu thị lang Bộ Hình, Hữu thị lang Bộ Lại.
Năm 1714 đời Lê Dụ Tông, Vũ Công Đạo qua đời, thọ 86 tuổi.

## Học trò
Vũ Công Đạo có nhiều học trò là bậc anh tài, đỗ đạt như Phạm Quang Trạch ở Đông Ngạc (Từ Liêm, Hà Nội) đỗ bảng nhãn, Vũ Thạnh ở Đan Luân đỗ thám hoa, Nguyễn Danh Dự ở Dương Liễu (Đan Phượng, Hà Nội) đỗ Hội nguyên.

## Giai thoại
Giai thoại kể rằng Vũ Công Đạo đi thi nửa đường được tin mẹ mất phải trở về chịu tang. Trong lòng ông rất lo buồn. Trên đường về, đêm đó ông vào ngủ nhờ tại chùa Vô Ngại (nay thuộc thôn Vô Ngại, xã Ngọc Lâm, huyện Mỹ Hào, Hưng Yên) và mộng thấy có tiếng gọi:
Tiến sĩ đi đâu đấy!?
Ông vào gặp người giữ cửa và hỏi rằng:
Có quan nào trong ấy?
Người giữ cửa nói:
Mặc áo vàng ngồi giữa là Ngọc Hoàng thượng đế, mặc áo đỏ và mặc áo xanh ngồi hai bên tả hữu là Nam Tào, Bắc Đẩu đấy!
Ông liền tiến vào sâu yết kiến và hỏi việc thi cử của mình, bỗng nghe tiếng nói:
Năm nay thi đỗ
Bất giác Vũ Công Đạo giật mình tỉnh giấc, ông nghĩ thầm chưa hết tang, lại vắng mặt không được thi thì còn trông mong gì việc đỗ. Nhưng sau đó triều đình hoãn việc thi cử sang mùa đông năm sau và chúa Trịnh xuống cho phép những người vắng mặt, đi thi thay nếu có văn chương, học giỏi thì đều tha cho cả. Vì thế Vũ Công Đạo được dự thi và đỗ tiến sĩ.